# Hoplotarache nephele
Hoplotarache nephele là một loài bướm đêm trong họ Noctuidae.